# Johann Daniel Haas (Unternehmer, 1731)
Johann Daniel Haas (* 27. Mai 1731 in Dillenburg; † 9. März 1798 ebenda) war ein deutscher Tabakfabrikant und leitete mit der Gründung der Firma Johann Daniel Haas seel. Söhne die Entwicklung der Tabakindustrie im Herzogtum Nassau ein.

## Leben
Johann Daniel Haas wurde als Sohn des Strumpfwebers und Gerichtsschöffen Johann Daniel Haas (1697–1765) und dessen Ehefrau Anna Katharina Metzger (1698–1752) geboren.
Aus seiner ersten Ehe mit Gertrud Göst entstammte der Sohn Philipp Ludwig (1759–1822), aus der zweiten Ehe mit Henriette Schmidt (1740–1772) die Tochter Sofie Elisabeth (* 1772, ∞ Johann Heinrich Braun). Nach Henriettes Tod heiratete er Sarah Ernst (1748–1806), mit der er die Söhne Johann Daniel (1780–1849) und Wilhelm Ernst (1784–1864, Hüttenbesitzer) hatte.
Um 1750 besaß er in Dillenburg  eine Kolonial-, Tabak- und Weingroßhandlung. Das Unternehmen entwickelte sich so gut, dass er bald mit der Herstellung von Rauchtabak und Zigarren begann. So wurde er der Begründer der Tabakwarenfabrikation im Herzogtum Nassau.
1778/1779 kam eine Baumwollspinnerei hinzu.
Nach seinem Tod im Jahre 1798 führte seine Frau das Unternehmen zunächst weiter, bis sie es 1802 ihren drei Söhnen übergab.
1813 zahlte Johann Daniel seine Brüder Wilhelm Ernst und Philipp Ludwig aus und führte das Tabakgeschäft alleine weiter.